# Stammliste von Buol

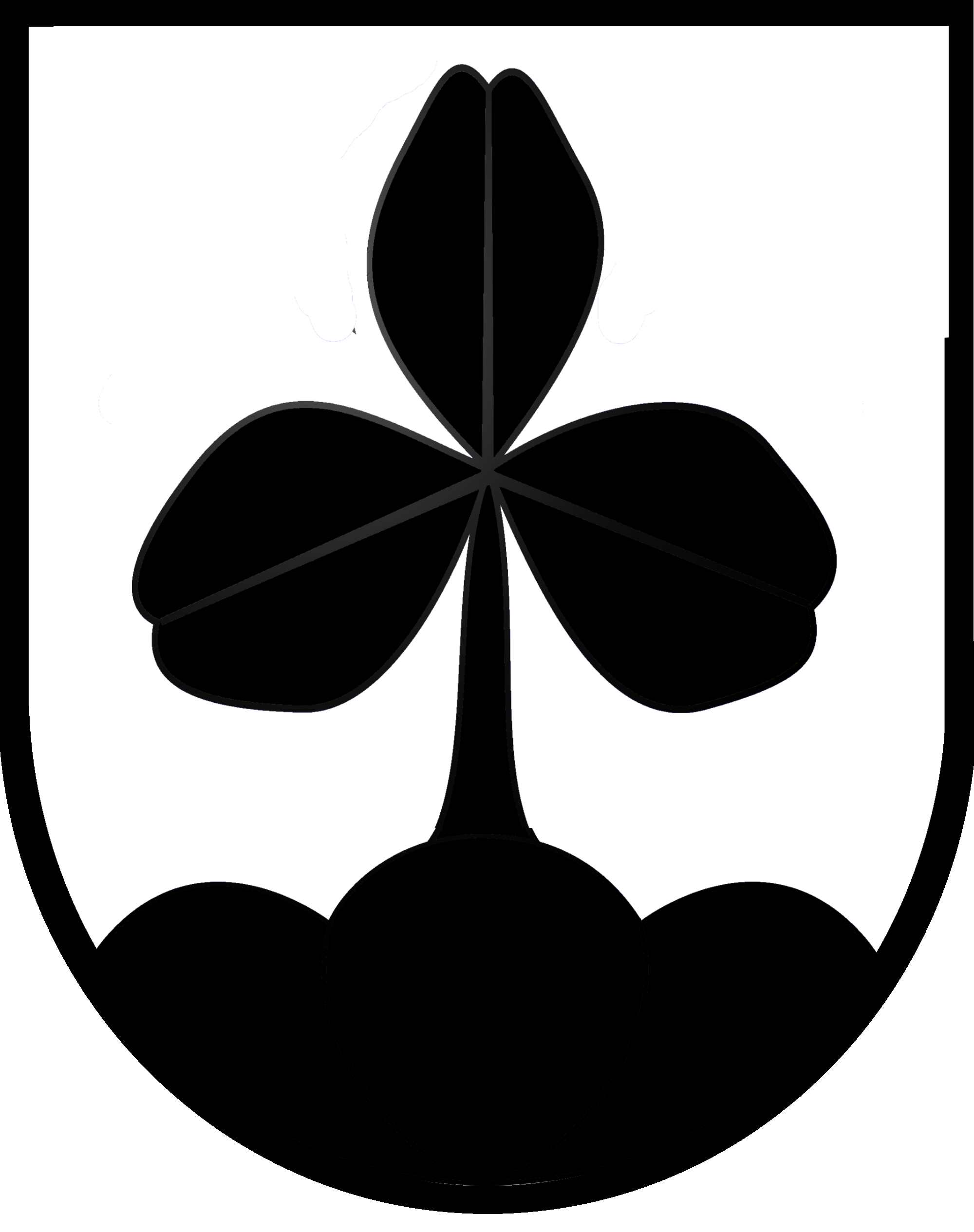
Wappen der Familie Buol (Bul - Bulen) in Davos

Diese Seite zeigt die Stammliste des Adelsgeschlechts Buol.

## Stammliste Buol (1300–1500)

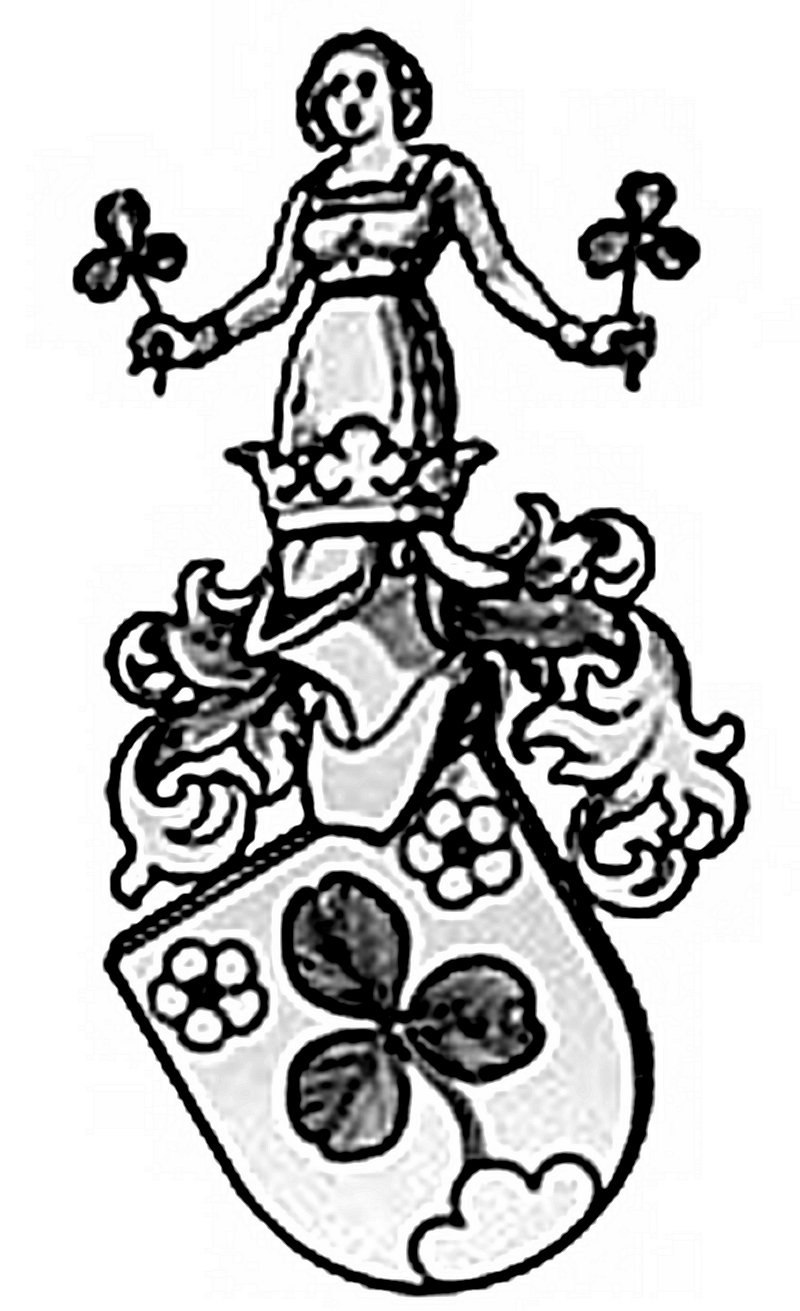
Jüngeres Stammwappen der Familie von Buol in Davos

1. Ulrich Buol, von Bulen, Bul, ca. 1260–1340,[1] Er war 1298 unter Herzog Albrecht von Österreich Hauptmann der Spießträger in der Schlacht bei Göllheim.[2]
  1. Hans Buol, * ca. 1260 Böhmen, † 1327 Davos, ⚭ 1304 Elisabeth von Engelsberg * ca. 1285.
    1. Ulrich Buol, * ca. 1295 Davos,
      1. NN Buol * Davos
        1. Mathias Buol, * vor 1388 Davos, Hauptmann
          1. NN Buol * Davos
            1. NN Buol * Davos
              1. NN Buol *

    2. NN Buol * ca. 1306.
      1. Meinrad Buol, * ca. 1340 Davos, † 1400, ⚭ ca. 1360 Emilie von Brock
        1. Nicolaus Buol, * ca. 1380.
          1. NN Buol, * ca. 1410 Davos
            1. Ulrich Boul, * 1430 Davos, † 1470.
              1. Hans Buol * Davos
              2. Andreas Buol * Davos, ⚭ NN Guler
                1. Ulrich Buol * vor 1562 Davos, † nach 1562, Landschreiber
                  1. Theobald Buol * Parpan
                  2. Ulrich Buol * Parpan
                    1. Paul Buol * Perpan
                      1. Paul Buol * Perpan
                      2. Paul Buol * Perpan

                    2. Hans Buol * Perpan
                    3. Gebhard Buol * Perpan S. 31

                  3. Andreas Buol + Parpan

            2. Nicolaus Buol * 1430 Davos (adoptiert) ⚭ Maria von Porta
              1. Ulrich Boul * 1460 Davos, † 1500, Fähnrich der Landschaft Davos, zog zur Zeit der Reformation an den Bodensee und wohnte in der Stadt Kaiserstuhl,[3] ⚭ Anna von Fontana, die Nachkommen wurden als "Berenberg" und "Wischenau" geadelt
                1. Hans von Buol * 1470, Bodenseeregion, † 1550, ⚭ Magdalena Richter

            3. Hans von Buol * 1440 Davos, † 1490, Hauptmann, ⚭ Elisabeth Accola, * ca. 1445.
              1. Caspar Buol
              2. Paul von Buol * 1481 Davos, 18. Mai 1567 Junkersboden, Bundslandammann u. Podestà, 1⚭ Anna Mosteiner, 2⚭ ca. 1490 Anna Lampert
                1. Hans Buol * 1500 Davos, Ratsherr, ⚭ Euphrosine Beeli von Belfort T.d. Ulrich Beeli von Belfort und Elisabeth von Castelmur. Begründer der Linie Churwalden - von Buol-Strassberg und Schauenstein in Parpan
                2. Elsbeth Buol
                3. Fida Buol
                4. Paul Buol * 1510 Säckelmeister
                  1. Paul Buol * Chur
                  2. Hans Buol * Chur
                  3. Peter Buol * 1530 Chur, ⚭ Ursula Hätsch
                    1. Georg Buol * 1560 St. Gallen, 1⚭ Maria Sal. Briedler, 2⚭ Magdalena Egger, 3⚭ Anna Maria Ledergerro.
                      1. Johann Sigmund Buol (Ledergerro) * ca. 1610 in St. Gallen, † 1669, Obervogt, ⚭ Margreth Anna Kleinhans * Feldkirch, † 1691
                        1. Georg Buol * 1664 Rorschach, † 1670 Bodensee
                        2. Johann Baptista Buol * 1676 Rorschach, † 1756, Landeshauptmann ⚭ Margreth Magdalena Rüpplin † 1742.
                        3. Franz Joseph Buol + Rorschach, Sekretär, ⚭ Anna Regina Müller

                  4. Ulrich Buol * Chur

                5. Barbara Buol ⚭ Gaudenz Jecklin
                6. Ulrich Buol * vor 1561 Davos, † 1590, Bundslandammann und Podestat, ⚭ Ursula Schmid * Maladers
                  1. Paul Buol * Davos
                    1. Paul Buol * Schanfigg
                    2. Hans Buol * Schanfigg
                      1. Paul Buol * Schanfigg

                    3. Bartholomäus Buol * Schanfigg

                  2. Margaretha Buol * Davos, † 1627, ⚭ Johann Heinrich von Menhardt
                  3. Hans Buol * Davos, Ammann
                  4. Ursula Buol * 17. November 1566 Davos
                  5. Ulrich Buol * 16. Januar 1569 Davos, † 1631, Ammann, ⚭ Oktober 1569 Dorothea Sprecher von Bernegg, T.d. Florian Sprecher von Bernegg u.d. Dorothea Brunner, * 30. November 1575, † 23. Juni 1626 Chur
                    1. Florian Buol * 1590 Schanfigg, † 1647, Landammann und Landeshauptmann ⚭ Anna Maria Kuoni
                      1. Eva Buol * 1614 Domleschg, † 1614
                      2. Johann Ulrich Buol * Domleschg, † 1654.
                      3. Ulrich Buol, * 1631 Domleschg, † 1698, Bundslandammann, ⚭ Dusch, Domleschg, Katharina Barbara Sprecher, T.d. Andreas Sprecher u.d. Magdalena von Valär, * 1642.
                        1. Magdalena Buol * 1661 Domleschg, ⚭ Johann Anton von Schorsch
                        2. Florian Buol * 1663 Domleschg, † 1700, Vicari
                        3. Anna Buol * 1665 Domleschg, † 1679.
                        4. Andreas Buol * 1666 Domleschg, † ca. 1700, Commissari, ⚭ 1696 Fandrina von Buol-Strassberg T.d. Johann von Buol-Strassberg u.d. Ursina von Brügger * 1679 Parpan, † 1749.
                          1. Katharina Barbara Buol * Domleschg, † 1772, ⚭ 1733 Johann Rudolf von Albertini-Dusch
                          2. Elisabeth Ursina Buol * 1699 Domleschg, † 1761.

                        5. Dorothea Buol * 1668 Domleschg, † 1754, ⚭ Christian Wildener
                        6. Elisabeth Buol * 1669 Domleschg, † 1670.

                    2. Ulrich Buol * Schanfigg
                    3. Ursula Buol * 1594 Schanfigg
                    4. Heinrich Buol * Schanfigg
                    5. Johann Peter Buol * Schanfigg
                    6. Anna Buol * 1612 Schanfigg

                7. Caspar Buol * ca. 1550 Davos, † 1600, ⚭ Drina Hosang
                8. Meinrad Buol * ca. 1500 Davos, † 11. Juni 1601, 1⚭ Elisabeth von Porta, 2⚭ Maria Bircher, 3⚭ Dorothea Müller
                9. David Buol * 1530 Davos, † 1574/1575, ⚭ Euphrosina Bitsch von Porta
                10. Anna Buol * 1544 Davos, † 1. Juli 1600 Sondrio, 1⚭ 1562 Hans Guler von Wynegg, S.d. Peter Guler von Wynegg u.d. Katharina Büsch, * 1500 Davos, † 1. März 1563, Bundslandammann und Oberst, 2⚭ 1568 Jakob von Ott, * um 1520 Grüsch, † 1584, Amman, 3⚭ 1591 Johannes Enderlin von Monzwick, Landeshauptmann * 1583, † 1611.
                  1. Johannes Guler von Wyneck, * 31. Oktober 1562 Davos, † 3. Februar 1637 Chur, Bündner Chronist, Offizier und Landammann, 1⚭ 1583 Barbla von Perini, † 1586, 2⚭ 1591 Elisabeth von Salis.
                  2. Margaretha von Ott, ca. 1568 Grüsch, † 1617, ⚭ 1586 Herkules von Salis-Grüsch

                11. Maria Buol * 1540 Davos, † 1599, ⚭ Fortunat Sprecher, † 1599 Sondrio, Potestat
                12. Abraham Buol * ca. 1540 Davos, † 1580, ⚭ Katharina Bordmann, Eherichter
                13. Salomon von Buol * 1549 Davos, † April 1624, Eherichter und Seckelmeister zu Davos, Landammann, Bundslandammann, Magistrat und Oberstleutnant in Französischen Diensten, 1607 nobilitiert durch Heinrich IV. König von Frankreich ⚭ Verena Andres
                  1. Conrad von Buol * 1584, Davos, † 1622, Meilen, Kanton Zürich, Pfarrer und Dekan
                  2. Paul von Buol * 1586, Davos, † 20. Januar 1642, Davos-Dorf, Bundslandammann und Oberst
                  3. Meinrad von Buol * 30. Oktober 1588, Davos, † 13. Juli 1658 In den Brüchen, Davos-Platz, Podestat
                  4. Ulrich von Buol * 1590, Davos, † 1644.
                  5. Anna von Buol * 1592, Davos,
                  6. Salomon von Buol * 1595, Davos, † 1636, Fähnrich und Leutnant

                14. Lorenz Buol * Davos, † 1585, ⚭ Dorothea Wildener
                  1. Anna Buol * 21. September 1572 Davos
                  2. Hans Buol * 28. Juni 1574 Davos
                  3. Cilgia Buol * 17. September 1577 Davos
                  4. Paul Buol * 1579 Davos
                  5. Cäcilia Buol * 1581 Davos
                  6. Ulrich Buol * 1584 Davos

                15. Katharina Buol * Davos, 1⚭ Johann von Porta, 2⚭ Caspar Beeli
                16. Herkules Buol * Davos,

              3. Wilhelm Buol, * 1483 Davos
                1. Peter Buol * 1500 Davos ⚭ Dorothea Lux
                  1. Wilhelm Buol * 8. Mai 1569 Davos, ⚭ Magdalena Grezler
                    1. Drina Buol * 1595 Davos
                    2. Anna Buol * 1624 Davos, † 1624.

                  2. Katharina Buol * 7. November 1574 Davos, † 1636.

              4. Bernhard Buol, * 1450 Davos, † 1510.

## Linie Churwalden - von Buol-Strassberg und Schauenstein in Parpan (1649–1865)

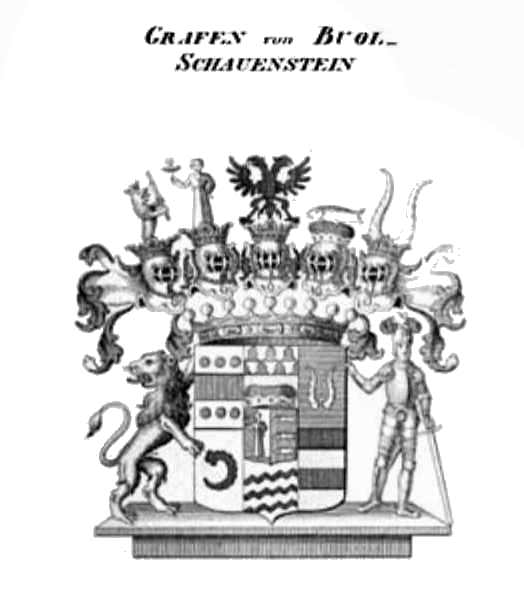
Wappen der Grafen von Buol-Schauenstein (1831)

Wappen Buol-Schauenstein (1805) (ABB: 1831): Geteilt und zweimal gespalten, belegt mit von rotem Hermelinhut bedecktem gespaltenen Herzschild, darin rechts das jüngere Stammwappen, links in Rot drei silberne Fische übereinander (Stammwappen † Schauenstein), 1 in Silber ein von sechs (3, 3) blauen Kugeln begleiteter roter Balken, 2 in von blauen und silbernen Eisenhütchen belegtem Felde ein goldener Balken, 3 in Blau zwei silberne Steinbockshörner, 4 in Silber ein gestürztes schwarzes Büffelhorn, 5 in Silber drei gekerbte schwarze Schrägbalken, 6 von Schwarz und Gold dreimal geteilt; fünf Helme, 1. mit rot-silbernen Decken einwärts ein wachsender goldener Löwe, ein Zepter haltend, 2. mit blau-silbernen Decken die Jungfrau des Stammwappens, 3. mit schwarz-goldenen Decken ein schwarzer Doppeladler (kaiserliches Gnadenzeichen), 4. mit rot-silbernen Decken ein roter Hermelinhut, auf dem ein silberner Fisch liegt (Stammwappen-Helmzier von Schauenstein), 4. mit blau-silbernen Decken zwei silberne Steinbockshörner; Schildhalter: rechts ein widersehender goldener Löwe, links ein Geharnischter, der Helm mit drei (rot, silbern, rot) Straußenfedern besteckt, in der Linken ein gesenktes Schwert haltend.
Nachfahren Ratsherrn Hans von Buol (1500–1570)
1. Paul Buol, * ca. 1530 Churwalden, † 1622, Landvogt, 1⚭ Margaretha von Hartmannis, * ca. 1520 T.d. Christoph von Hartmanndis u.d. Susanna Stampa, 2⚭ Anna Guler von Wynegg, T.d. Peter Guler von Wynegg u.d. Katharina Büsch, * 1481, † 1567.
  1. Ulrich Buol, * 1566, † 7. Juni 1622 Chur, begraben in Malix, ⚭ Jakobea von Sonvig, * 1570
    1. Hans Buol, * 1600, Parpan, † 1649, Hauptmann in Mailand
    2. Johann Anton von Buol-Strassberg, * 1601 Churwalden, † 4. August 1662, Bundeslandamman, 1⚭ vor 1626 Prudentia Ries, * ca. 1610, 2⚭ Barbara von Reidt, * ca. 1580, 1649 "von Strassberg" geadelt
      1. Johann Ulrich von Buol-Strassberg * 1626 Parpan, † 13. Februar 1687 Parpan, Dr. Commissari, 1⚭ Magdalena von Valär, Tochter des Paul Valär und der Ursula Sprecher von Bernegg, * 1632 Fideris, † 15. Februar 1675 Parpan, 2⚭ 9. Juli 1676 Anna Paula von Pestalozzi T.d. Johann Anton von Pestalozzi u.d. Claudia von Sali * 1638 Chur, † 1694 Chur
        1. Paul von Buol-Strassberg, * 1649, Parpan, † 1722, Landammann des Gerichts Churwalden, Oberstleutnant, ⚭ Judith von Reidt, T.d. Stephan von Reidt, * Chur
          1. Ulrich von Buol-Strassberg * 1684.
          2. Juditha von Buol-Strassberg

        2. Johann Anton von Buol-Strassberg, * 1652 Parpan, † 1720, Hauptmann in holländischen Diensten, Landesoberster des Zehngerichtebunds 1697 Vikari Veltlin, 1705 Bundslandammann, 1707 Commissar zu Cleven, ⚭ 3. Juni 1689 in Haldenstein, Ursina von Menhardt
          1. Magdalena Ursina von Buol-Strassberg ~ 28. November 1689, † 14. August 1690, Parpan
          2. Magdalena von Buol-Strassberg ~ 29. Januar 1691, Chur, † 29. August 1779, Parpan
          3. Ursina Elisabeth von Buol-Strassberg ~ 30. Juli 1692, Parpan, ⚭ Johannes Ulrich, Pfarrer
          4. Ursina Jakobea von Buol-Strassberg, ~ 27. August 1694, Parpan, Friedrich von Hewen entschied 1457 in einem Schiedsspruch über die Gebietsgrenzen zwischen Trin und Tamins. 1470, nach dem Brand der Burg auf Crap Sogn Barcazi, erfolgte vermutlich die Verlegung des Herrschaftssitzes nach Canaschal (Gem. Trin) oder Reichenau. 1530 löste die Gem. Trin mit 1'000 Gulden den Grossen Zehnten und die Besthauptabgabe ab. 1568 ging T. an Johann von Planta (gestorben 1572), 1583 an Rudolf von Schauenstein über. 1616 kaufte sich Trin um 10'000 Kronen von allen restl. Herrschaftsrechten los. Die Herrschaft, nunmehr auf das Dorf Tamins und den Brückenort Reichenau reduziert, hieß fortan Herrschaft Reichenau. 1756, ⚭ Christian Hosang, Professor
          5. Ursula Prudentia von Buol-Strassberg, * 1690–1699, † 1771, ⚭ Johann Anton von Jenatsch, S.d. Paul von Jenatsch and Jakobea von Buol-Strassberg, * 14. März 1672, Tirano, Valtellina, Sondrio, † 24. Juli 1728, Davos
          6. Johann Ulrich von Buol-Strassberg, * 1696, Parpan, † 23. April 1785, Parpan, Oberstwachtmeister, 1⚭ Margarita Vogler, * in Wangs, † 1755 in Wangs, 2⚭ Trina Mathis, 3⚭ 5. September 1759, Parpan, Maria Catharina Schmid, * 1733, Glarus, † 1790, Parpan
            1. Josephus Antonius Buol, * 1721, Wangs, † 20. Februar 1795, Wangs
            2. Hans Uolrich Buol, ~ 19. Februar 1725, Küblis,
            3. Johann Anton von Buol-Strassberg, ~ 3. September 1760, Parpan, † 11. März 1830, Parpan, Junker, Lieutenant in Königlich Sardinischen Diensten, ⚭ 20. September 1789 in Parpan, Elisabeth Raschein, † 9. Dezember 1824
              1. Cathrina von Buol-Strassberg ~ 10. September 1790, Parpan, † 19. Mai 1792, Parpan
              2. Maria Margaretha von Buol-Strassberg ~ 10. September 1790, Parpan, † 25. Juli 1796, Parpan
              3. Ursina Magdalena von Buol-Strassberg ~ 4. Mai 1792, Parpan, † 8. Januar 1863, Parpan, ⚭ 9. Juli 1825 in Parpan, Andreas Gantenbein
              4. Johann Ulrich von Buol-Strassberg ~ 20. Juni 1797, Parpan, † 26. Januar 1798, Parpan
              5. Catarina von Buol-Strassberg ~ 1799, Parpan, † 28. Februar 1875, Parpan

            4. Samuel von Buol-Strassberg, * 1762, Parpan, † 1822, Junker, Hauptmann in holländischen Diensten, Major, ⚭ 6. Juni 1784 in Maastricht, Niederlande und am 28. Mai 1784 in Parpan, Anna Margareta Conzett, T.d. Lieutenant Ulisses Conzett u.d. Josina Joost, ~ 29. August 1764, Sluis (Flandern), † 17, Juni 1804, Parpan
              1. Maria Katharina von Buol-Strassberg, * 1785, Maastricht, ~ 6. März 1785, Parpan, † 1838, ⚭ Jakob Mathis, Chur
              2. Ulysses von Buol-Strassberg * 1786 Nijmegen, † 1825, ⚭ 8. Mai 1808 in Masans, Anna Brügger
                1. Anna Margaretha von Buol-Strassberg ~ 4. Juni 1809, Parpan, † 1830 in Turin ermordet
                2. Eduard von Buol-Strassberg ~ 9. Dezember 1810, Parpan, † 18. Februar 1811, Parpan

              3. Josina von Buol-Strassberg ~ 8. Oktober 1787, ⚭ Heinrich Blattmann
              4. Johanna Margaretha von Buol-Strassberg ~ 16. Juni 1789, Naarden, ⚭ 20. Oktober 1815, Parpan, Rudolf Widmer, * Herrliberg
              5. Anna Elisabeth von Buol-Strassberg ~ 9. September 1791
              6. Karl Gustav von Buol-Strassberg ~ 6. August 1799, Parpan, † 1825, Zürich, ⚭ 23 Nov 1823 in Parpan, Elisabeth Gattiker, * Horgen
              7. Alexander von Buol-Strassberg * 1799, ~ 29. April 1802, Parpan, Lieutenant in holländischen Diensten

            5. Maria Margaretha von Buol-Strassberg, ~ 29. August 1764, Parpan, † 18. September 1794, Parpan, ⚭ 9. Juni 1782 Johann Baptista Pult, Hauptmann
            6. Ursina Magdalena von Buol-Strassberg, ~ 6. Mai 1766, Parpan, † 30. August 1771, Parpan
            7. Maria Katharina von Buol-Strassberg, ~ 8. August 1771, Parpan, † 30. August 1771, Parpan

          7. Johann Anton von Buol-Strassberg ~ 20. Mai 1700, Parpan, † 18. März 1702, Parpan

        3. Magdalena von Buol-Strassberg, † 1703, ⚭ 11. November 1658 Stephan von Buol * 11. November 1658, † 3. Mai 1736 Chur, Bürgermeister, Bundespräsident vom Gotteshausbund
        4. Ursina (Ursula) von Buol-Strassberg, 30 Jul 1692, Parpan ⚭ Dietrich von Planta-Wildenberg
        5. Prudentia von Buol-Strassberg, † 1687, ⚭ Peter von Reidt
        6. Susanna Jakobea von Buol-Strassberg, * 1669, Parpan, † 3. Februar 1670.
        7. Jacobea von Buol-Strassberg, * 1670, Parpan, † 23. September 1670.
        8. Claudia Hortensia von Buol-Strassberg, * 1678, † 1754 ⚭ Johann Baptista von Tscharner, * 1670, † 24. Januar 1734, Chur
        9. NN von Buol-Strassberg, * 1680, † 10. August 1680, Parpan, Totgeburt
        10. Elisabeth von Buol-Strassberg, * 1681, † 1748, ⚭ 1703 Lorenz von Wiezel

      2. Paul von Buol-Strassberg, Freiherr von Rietberg und Strassberg, * 1634 Parpan, † 18. Februar 1697 Chur, Oberst im spanischen Heer, Gesandter des Kaisers, 1696 durch Kaiser Leopold I. zum Reichsfreiherrn von Rietberg ernannt, ⚭ Narcissa von Planta-Wildenberg, * 1634 Rietberg[4]
        1. Martha von Buol-Strassberg und Rietberg, * 1664, † 1700.
        2. Johann Anton von Buol-Strassberg und Rietberg, * 1668, † 1670.
        3. Johann Anton von Buol, Freiherr von Riet- und Strassberg, * 1671, † 1717 Wien, im Duell getötet, kommandierte 1704 ein Bündner Bataillon in Kaiserlichen Diensten, 1708 Bildung eines zweiten Bündner Bataillons. Ernennung zum Obersten über dieses Regiment durch Kaiser Leopold I., Generalmajor, 1708 Landrichter, Haupt des Oberen Bundes, k. k. östr. Feldwachtmeisters ⚭ Emilie Schauenstein Freiin von Ehrenfels * ca. 1680, T.d. Johann Schauenstein von Ehrenfels u.d. Margaretha von Schauenstein
          1. Narzissa Emilie von Buol-Strassberg und Rietberg * 1697, † 1754, ⚭ Fidel Anton Freiherr von Thurn
          2. Paul von Buol-Strassberg und Rietberg, * 1702, † 1720 in Paris, Reichsfreiherr
          3. Anna Elisabeth von Buol-Strassberg und Rietberg * 1703, † 1752 ⚭ Rudolf Franz von Salis-Zizers
            1. Simon von Salis-Zizers, * 24. September 1736, † August 1827, Chieti (Abruzzen), 1790 Feldmarschall in sizilianischen Diensten

          4. Rudolf Anton von Buol-Schauenstein * 1705, † 1765, Reichsfreiherr, ⚭ Josepha Freiin von Wenser
            1. Johann Anton Baptist von Buol-Schauenstein * 1729, † 1797, Domherr zu Chur, kaiserlicher Gesandter bei den Drei Bünden, k.u.k. wirklicher Kammerherr und Geheimrat, ⚭ Johanna von Sarentheim, * 1732, † 7. Oktober 1791, Reichsgräfin, Sternkreuzdame von Innsbruck
              1. Josepha von Buol-Schauenstein * 1759, Innsbruck, Stiftsdame in Meran
              2. Karl Rudolf von Buol-Schauenstein * 30. Juni 1760, Innsbruck, † 23. Oktober 1833 Chur, Bischof von Chur
              3. Johann Anton Rudolf von Buol-Schauenstein * 21. November 1763, Innsbruck, † 12. Februar 1834, Wien, Reichsgraf, ⚭ 18. August 1795, Gräfin Maria Anna Alexandrine von Lerchenfeld-Köfering, T.d. Philipp Graf von Lerchenfeld-Prennberg, * 12. Januar 1769.
                1. Caroline von Buol-Schauenstein * 29. Mai 1796.
                2. Karl Ferdinand von Buol-Schauenstein * 17. Mai 1797, Wien, † 28. Oktober 1865, Maria Enzersdorf, Graf zu Buol-Schauenstein, zu Riedberg, Straßberg und Ehrenfels, k.u.k. Kämmerer, Geheimrat und außerordentlicher Gesandter am königlichen sardinischen Hofe in Turin, k. u. k. bevollmächtigter Minister am königlichen Hof zu Großbritannien, im Jahre 1852 österreichischer Minister des Aeußern und 1852–1859 Ministerpräsident in Wien. der letzte Stammführer des Grafenhauses von Buol-Schauenstein, ⚭ 1830, Karolina Franziska Dorothea Josepha Maria Katharina, Prinzessin von Isenburg-Birstein, * 25. November 1809, Ehrendame des Königlich-bayerischen Theresienordens
                  1. Josefine Caroline Alexandrine Marie von Buol-Schauenstein * 10. Oktober 1835 Karlsruhe, † 21. Mai 1916, Salzburg, ⚭ 1. September 1858 in Maria Enzersdorf, Gustav von Blome, * 18. Mai 1829, Hannover, † 24. August 1906, Bad Kissingen, Lehensgraf, Erb- und Majoratsherr auf Salzau und dem Bahrenslether Fideikommiss in Holstein, Herr der Herrschaft Montprets in der Untersteiermark, Ehrenritter des Malteserordens, K.u.K. Kämmerer und Geheimer Rat, Mitglied des Herrenhauses des Reichsrats auf Lehenszeit
                  2. Alexandrine Victoria Gabriele von Buol-Schauenstein * 21. Februar 1837, Karlsruhe, † 1. Februar 1901, Wien, ⚭ 6. Oktober 1862 in Maria Enzersdorf, Coloman Graf Hunyadi von Kéthely, * 13. Oktober 1830, Wien, † 17. Mai 1901, Ivanka bei Pressburg, K.u.K. Kämmerer, Geheimer Rat, Feldmarschall-Leutnant und Oberzeremonienmeister

                3. Maria Josepha von Buol-Schauenstein * 20. Mai 1798, Hamburg, † 7. Januar 1856, Frankfurt am Main, Gräfin, ⚭ 20. Mai 1822 Carl Theobald von Vrints zu Treuenfeld, * 3. Dezember 1797, Bremen, † 10. September 1872, Freiherr, Ehrenritter des souveränen Malteser-Ordens, k.u.k. Kämmerer, nassauischer und fürstlich Thurn und Taxisscher Hofrat und vormaliger Oberpostmeister zu Frankfurt am Main
                4. Wilhelmine Sophie von Buol-Schauenstein * 14. September 1800, ⚭ 20. Februar 1830 Peter von Meyendorff, kaiserlich russischer Geheimerat, außerordentlicher Gesandter und bevollmächtigten Minister am königlich preußischen Hof zu Berlin

              4. Maria Anna von Buol-Schauenstein, * 1764, Innsbruck, † 1791.
              5. Johanna von Buol-Schauenstein, * 1777, Innsbruck, † 1799.

            2. Franz Thomas von Buol-Schauenstein * 1733, † 1758 (1762), Hauptmann im graubündner Regiment von Sprecher in K.u.K. Diensten
            3. Joseph Theodor von Buol-Schauenstein * 1739, † 1758 (1760), Hauptmann in K.u.K. Diensten
            4. Rudolf Anton von Buol-Schauenstein, * 1741, † 1752.
            5. Regina von Buol-Schauenstein, * 1743, ⚭ Baron Peter von Rossi

          5. Johann Anton von Buol-Schauenstein * 1710, † 1771. Reichsgraf, Freiherr von Schauenstein und Ehrenfels, Herr zu Reichenau und Tamins, Oberst, Landrichter des Oberen/Grauen Bunds, ⚭ Eleonora Tschiderer von Gleissheim
            1. Maria Josepha Emilia von Buol-Schauenstein, * 1731, † 1792, ⚭1 Franz Anton de Homodei, ⚭2 Peter Anton von Mont, * 11. Dezember 1728, in Schloss Löwenberg, Schluein, Sohn des Freiherrn Peter Anton M. zu Löwenberg u.d. Anna Margretha de Florin, von Rueun, † 19. September 1800, in Schloss Fürstenburg, Burgeis, Vinschgau
            2. Johann Anton von Buol-Schauenstein, * 1732, † 1749.
            3. Paul von Buol-Schauenstein, * 1738, † 1780, Offizier in der Schweizergarde, in französischen Diensten.

          6. Johanna Emilia von Buol-Strassberg und Rietberg * nach 1700, † vor 1800, ⚭ Joseph Jakob Graf von Hendl-Castelbell

        4. Prudentia von Buol-Strassberg und Rietberg, * 1672
        5. Conradin von Buol-Strassberg und Rietberg, * 1674, † 1708 Mailand, General-Adjutant des Prinzen Eugen von Savoyen in Mailand, Oberst[5]
        6. Paul von Buol-Strassberg und Rietberg, * 1675
        7. Huldreich von Buol-Strassberg und Rietberg, * 1678

      3. Susanna von Buol-Strassberg, * 1634 in Parpan, † 22. August 1667 Küblis, ⚭ Andreas Sprecher von Bernegg; * 1629, † 2. Juli 1680 Küblis
      4. Johann Anton von Buol-Strassberg, * 1645, Parpan
      5. Meinrad von Buol-Strassberg, * 1664, Parpan, † 1664.
      6. Stephan von Buol-Strassberg -Reidt, † 1687 auf dem Schlachtfeld, Hauptmann, Podestà zu Teglio
      7. Jakobea von Buol-Strassberg, * ca. 1625 Parpan, † 1697, 1⚭ 16. September 1669 Paul von Jenatsch, * 1629, † 1676, 2⚭ 1684, Gubert von Salis-Maienfeld
      8. Johann Anton von Buol-Strassberg, * 1654, Parpan, † 17. Juni 1686 Jenins, Landvogt, ⚭ 5. April 1677 Malans Ursina von Brügger, * 1659, † 1735, Churwalden
        1. Johann Friedrich von Buol-Strassberg * 1678, † 1680.
        2. Fandrina von Buol-Strassberg * 17. Dezember 1679, Parpan, † 1749, ⚭ 1696, Andreas von Buol, * 1666, Domleschg, † nach 1700.
        3. Barbara von Buol-Strassberg * 1681, † August 1732, Churwalden, ⚭ Jakob Janett, * 28. September 1671 Fideris, † nach 1733, Podestat, Bundslandammann
        4. Johann Anton von Buol-Strassberg * 10. Juni 1683, Parpan, † nach 1700, als Student in Jena im Duell erstochen

      9. Johann Hartmann von Buol-Strassberg * Parpan, Hauptmann in franz. Diensten, † 1687 in der Schlacht
      10. Peter von Buol-Strassberg, * ca. 1625 Parpan, † 1667, Leutnant
      11. Johan Anton von Buol-Strassberg, * 1654, Parpan, † 17. Juni 1686 Jenins, Landvogt

    3. Ulrich Buol, * Mai 1608 Parpan, † 12. Januar 1681 Parpan, Landammann, ⚭ Eva von Pellizari
      1. Jakobea Buol * 1642 Parpan, † 1697, 1⚭ Jakob Markett, 2⚭ Hartmann von Hartmannis
      2. Ulrich Buol * 1645, Parpan, † 7. Juli 1701, Parpan, Landammann, 1⚭ Margreth von Pellizari, † 4. April 1673, Parpan, 2⚭ 30. Juni 1674, Langwies Anna Sprecher von Bernegg, T.d. Johann Sprecher von Bernegg u.d Dorothea von Jenatsch, * 1654, Davos, † 26. Mai 1721, Parpan
        1. NN vor 1669, † 7. Juli 1701, Parpan
        2. NN */† 25. Juni 1670, Parpan
        3. Eva Buol * 1671, Parpan, † 14. Oktober 1691, Parpan
        4. Dorothea Buol * 1675, Parpan, † 1755, ⚭ 15. Oktober 1696, Parpan, Nikolaus Zaff, Pfarrer
        5. Ulrich Buol * 15. März 1677, Parpan, † 14. September 1715, Parpan
        6. Johann Anton Buol ~ 23. Juni 1679, Parpan, † 22. Dezember 1713, Parpan, Bundschreiber
        7. Paul Buol ~ 23. Dezember 1681, Parpan, † 14. Mai 1782, Parpan
        8. Eva Buol ~ 1. April 1683, Parpan, † 20. Dezember 1739, Parpan
        9. Anna Paula Buol ~ 8. April 1686, Parpan, † 8. Oktober 1686, Parpan
        10. Paul Buol ~ 8. April 1686, Parpan, † 13. August 1686, Parpan
        11. Anna Paula Buol ~ 4. August 1687, Parpan, † 10. Februar 1707, Parpan
        12. Salomon Buol * 15. Mai 1690, Parpan, † 2. Juni 1690, Parpan
        13. Jakobea Buol, ~ 17. August 1692, Parpan, † 1734, ⚭ 8. April 1722 in Ilanz, Luzius Brügger, Landammann
        14. Maria Barbara Buol, ~ 17. Januar 1687, Parpan, † 27. Februar 1699, Parpan

    4. Hartmann von Buol * Churwalden, † 1646, Leutnant
      1. Peter Buol * Churwalden
      2. Paul Buol * Churwalden

    5. Paul von Buol * Churwalden, † 1610.
    6. Peter von Buol * Churwalden
2. Gebhard Buol, * 1550 Churwalden, † 1600.
3. Hans Buol, * ca. 1550 Churwalden, † ca. 1600.
  1. Peter Buol * Maladers
  2. Ulrich Buol * Maladers, † 1595 Maladers, Potestat von Teglio zu Maladers
    1. Anna von Buol * 1612, Maladers

  3. Hans Buol * ca. 1570 Maladers, † 1629 Maladers, Landammann und Podestà von Bormio, ⚭ Anna Pitschi
    1. Rudolf Buol * Seewis
    2. Hans Buol * Seewis
    3. Ulrich Buol * Seewis
    4. Jakob Buol * Seewis, † 1629.
    5. Meinrad Buol * Seewis
    6. Jakob Buol * Seewis, † 1656.
      1. Agata Buol † 1629 Seewis, ⚭ 13. Juni 1647, Seewis, Christian Bärtsch, † 10. Dezember 1700, Seewis

    7. Paul Buol * Seewis
4. Ulrich Buol * Churwalden
  1. Ulrich Buol * Churwalden

## Linie Kaiserstuhl - von Buol-Berenberg in Mühlingen (1710)

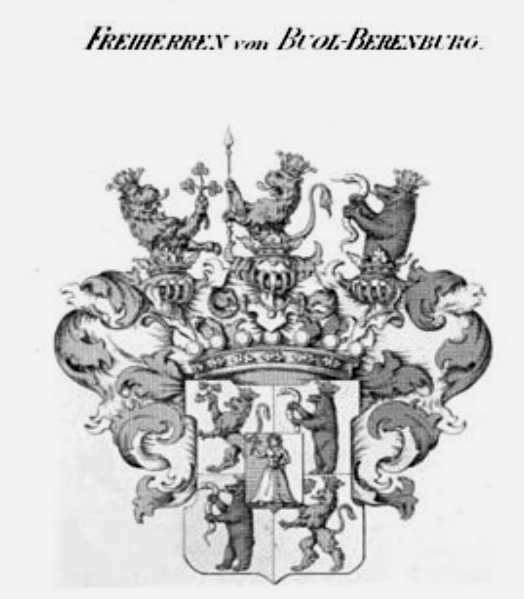
Wappen der Freiherren von Buol-Berenberg (1831)

Kaiserstuhl seit 1294 im Besitz des Hochstifts Konstanz diente danach jahrhundertelang als Zentrum der konstanzischen Landesverwaltung. Der in Kaiserstuhl residierende Obervogt nahm die Rechte der Fürstbischöfe über Hohentengen, Bergöschingen, Lienheim, Fisibach und Weiach wahr. Kaiserstuhl hatte dadurch den Rang einer Landstadt des Heiligen Römischen Reichs. Gleichzeitig war Kaiserstuhl seit der Eroberung des Aargaus durch die Eidgenossen im Jahr 1415 aber auch das Zentrum eines äußeren Amtes der Grafschaft Baden, einer Gemeinen Herrschaft. Dies führte gelegentlich zu Konflikten zwischen dem Fürstbischof und den Eidgenossen.

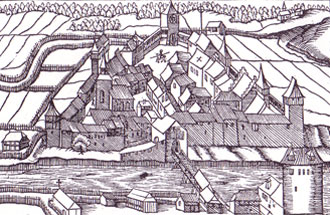
Kaiserstuhl im Jahr 1548

Das Ende des Ancien Régime nach der Ausrufung der Helvetischen Republik im März 1798 traf das Städtchen besonders hart. Es ging nicht nur seiner Zentrumsfunktion verlustig. Durch den Reichsdeputationshauptschluss von 1803 verlor Kaiserstuhl sämtliche rechtsrheinischen Gebiete und damit den Löwenanteil seines Territoriums an das 1806 gegründete Großherzogtum Baden. Der linksrheinische Teil gehörte zunächst zum Kanton Baden, ab 1803 zum Kanton Aargau.
Nachfahren des Fähnrich der Landschaft Davos, Ulrich Boul (1460–1500) zog zur Zeit der Reformation an den Bodensee und wohnte in der Stadt Kaiserstuhl
1. Hans von Buol, * 1470 in Bodenseeregion, † 1550, Kaiserstuhl, 1523 Bürger und 1529 Ratsherr von Kaiserstuhl, ⚭ um 1500 Magdalena Richter
  1. Hans von Buol * um 1500, Kaiserstuhl, † um 1570, ⚭ Elisabeth Wenzinger
    1. Joseph von Buol * Kaiserstuhl
    2. Hans Heinrich von Buol * Kaiserstuhl
      1. Meinrad von Buol
        1. Bernhard von Buol

    3. Magdalena von Buol * Kaiserstuhl
    4. Anna von Buol * Kaiserstuhl, 1⚭ Georg Stückin, 2⚭ Thomas Fischer
    5. Verena von Buol * Kaiserstuhl

  2. Thomas von Buol * um 1500, Kaiserstuhl, ⚭ Verena Stückin
  3. Jakob von Buol * um 1500, Kaiserstuhl, Statthalter von Kaiserstuhl, ⚭ Verena Müllin
    1. Gregor von Buol * Kaiserstuhl
    2. Matthias von Buol * Kaiserstuhl

  4. Georg von Buol * um 1500, Kaiserstuhl, ⚭ Anna Maria Stückin
    1. Arbogast von Buol * um 1600, Kaiserstuhl, † nach 1674.
      1. Hans Georg von Buol, ⚭ 21. Januar 1650, Maria Mayr[6]
        1. Johann Georg von Buol * 18. November 1656 in Kaiserstuhl[7], † 3. September 1727 in Schottenkloster Wien

      2. Hans Jakob von Buol
      3. Hans Ulrich von Buol

    2. Abel von Buol * um 1600, Kaiserstuhl
    3. Philipp von Buol * um 1600, Kaiserstuhl, ⚭ Maria Baumgartner
    4. Anna von Buol * um 1600, Kaiserstuhl
    5. Verena von Buol * um 1600, Kaiserstuhl
    6. Hans Jakob von Buol * um 1600, Kaiserstuhl, Schulmeister

  5. Conrad von Buol * 1545, Kaiserstuhl, Stadtschreiber, ⚭ 1570, Elisabeth Mayer
    1. Hans von Buol * 1577, Kaiserstuhl, † 1622, ⚭ Elisabeth von Dold, * Zurzach, Baden, † 1616
      1. Hans Conrad von Buol * 1609, Kaiserstuhl, † 1663, Stadtschreiber, ⚭ 1634, Anna Maria Wurmer (Wurmser), * 1614, Dendenheim
        1. (Hans) Melchior von Buol * 1634, Kaiserstuhl
        2. Johann Friedrich von Buol * 1636, Kaiserstuhl
        3. (Hans) Conrad von Buol * 1638, Kaiserstuhl
        4. Elisabeth von Buol * 1641, Kaiserstuhl
        5. (Hans) Heinrich von Buol * 1645, Kaiserstuhl
        6. Hans Andreas von Buol-Berenberg * 1647, Kaiserstuhl, † 1708, fürstlich fürstenbergischer Rat, wurde am 11. Oktober 1707 von Kaiser Joseph I. in den Reichsritterstand, nebst allen seinen Vettern mit dem Prädikat „von Berenberg“ erhoben,[8] 1⚭ Maria Waldburga von Echbegg, † 1702, 2⚭ Marsilia B. Freiin von Schellenberg

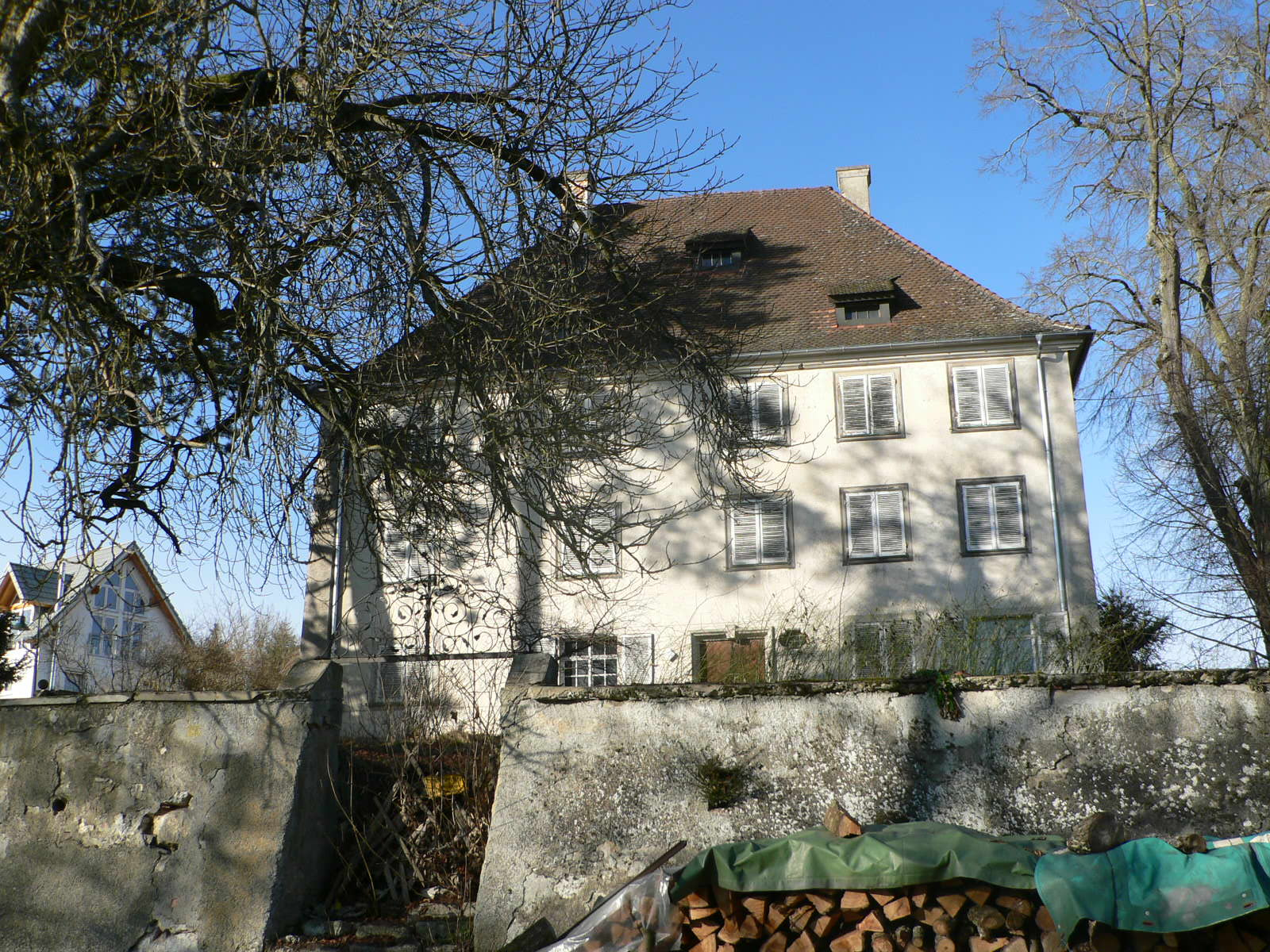
Schloss Mühlingen

          1. Schloss Mühlingen Johann Georg Conrad von Buol-Berenberg * 1699, Mühlingen, † 1750, Reichsritter und Herr zu Mühlingen, Kaiserlicher Vogt und Oberregierungsrat, Oberamtsdirektor zu Stockach, 1⚭ Maria Anna Barbara von Hormayr von Hortenburg, † 1733, 2⚭ Franziska Perpetua von Hormayr von Hortenburg † 1784.
            1. Maria Antonia Sidonia W. von Buol-Berenberg * 1728, Mühlingen, † 1729.
            2. Maria Anna von Buol-Berenberg * 1730, Mühlingen, ⚭ Georg Graf von Triangi
            3. Maria Antonia von Buol-Berenberg * Mühlingen, ⚭ J. von Amrich (Joseph v. Weissenfels von Aschach)
            4. Rosa Ursula von Buol-Berenberg * 1735, Stockach
            5. Franz Anton von Buol-Berenberg * um 1730–1739, Stockach, † 30. November 1801, Bruneck, Tirol, 1761 Domherr zu Brixen, Domcantor, 1763 Pfarrer in Taufers, 1764 in Klausen und in Telfs, 1776–1787 in Bruneck
            6. Sidonia von Buol-Berenberg * um 1730–1739, Stockach, Stiftsdame zu Hall
            7. Georg Andreas von Buol-Berenberg * 1739, Stockach, † 10. Dezember 1789, Reichsfreiherr, Ritter von und zu Mühlingen, Österreichischer Gubernialrat und Kreishauptmann im Pustertal, Kaiserlicher Oberamtsrat zu Bregenz, ⚭ Sidonia Maria von Buol-Berenberg, T.d. Joseph von Buol-Berenberg u.d. Sidonia Geist von Wildegg,
              1. Joseph Andreas von Buol-Berenberg * 1773 (1776), Mühlingen, † 1812, Kopenhagen, K. K. Legationsrat in Dresden, später in Kopenhagen.[9]
              2. Gebhard von Buol-Berenberg Herr zu Mühlingen * 6. Juli 1775, Mühlingen, † 28. April 1824, Konstanz, Reichsfreiherr, ⚭ 1806 Amalia von Stotzingen * 17. Februar 1783, † 5. Dezember 1826, Konstanz, Freiin
                1. Rudolf von Buol-Berenberg * 2. April 1809, Mühlingen, † 15. März 1895, Konstanz, Grundherr auf Mühlingen, Berenberg und Zizenhausen, Grossherzoglich badischer Kammerherr, Bezirksförster, Besitzer der Grundherrschaften Mühlingen und Berenberg, wohnt zu Zizenhausen bei Stokach, ⚭ 31. Mai 1838 Bertha Maria Bader, T. d. Johann Baptist Bader u. d. Fridoline von Ebing von der Burg * 19. Dezember 1818, Zizenhausen, † 14. Oktober 1887, Konstanz
                  1. Isabella von Buol-Berenberg * 9. November 1839, Mühlingen, † 1918
                  2. Maximilian von Buol-Berenberg * 26. Oktober 1840, Mühlingen, † 1863, Offizier der Kavallerie
                  3. Rudolf von Buol-Berenberg * 24. Mai 1842, Zizenhausen, † 14. Juni 1902, Baden-Baden, Kammerherr und Oberlandesgerichtsrat in Mannheim, 1895...1898 Präsident des deutschen Reichstages, ⚭ Elisabeth von Savigny, * 1858, † 27. Januar 1902, Baden-Baden
                  4. Bertha von Buol-Berenberg * 20. Juli 1846, Zizenhausen, † 1901. Ordensfrau vom Heiligen Herzen Jesu zu Riedenburg bei Bregenz
                  5. Franz von Buol-Berenberg * 9. April 1849, Zizenhausen, † 6. Februar 1911, Überlingen, Kammerherr und Forstmeister (Großherzoglich badischer Forsttarator), königlich preußischer Lieutenant in der Reserve des 2. Badischen Dragonerregiments Nr. 21, ⚭ 22. Juli 1880, Gräfin Olga von Deym * 18. August 1860, † 15. Juli 1926, Überlingen
                    1. Georg von Buol-Berenberg * 11. Oktober 1881, Zizenhausen, † September 1966, Kapstadt, ⚭ 1925 Elisabeth Ashton, ⚭ 1940 Ruth Maloomess
                    2. Oskar von Buol-Berenberg * 20. November 1882, Zizenhausen, † 5. Januar 1934, Mühlingen, ⚭ Margarete von Biegeleben * 21. August 1880, Silz, † 17. Oktober 1972, Kaltern
                      1. Ignaz von Buol-Berenberg * 1. Mai 1927, Stockach, † 9. Juni 1997, Mühlingen,
                        1. Ulrike Franziska von Buol-Berenberg * 18. Juni 1951
                        2. Michaela Pia Maria von Buol-Berenberg * 14. November 1956
                        3. Lucia Margarete Annunziata von Buol-Berenberg * 27. Oktober 1958
                        4. Andreas von Buol-Berenberg * 20. Januar 1960

                    3. Elisabeth von Buol-Berenberg * 8. März 1885, Zizenhausen, genannt Else, † 14. Februar 1957, Lindau, ⚭ 31. Oktober 1910, Johann Nepomuk Richard von Krafft-Ebing, Freiherr, * 24. Januar 1880, † 27. November 1946

                  6. Maria Isabella von Buol-Berenberg * 28. November 1851, Zizenhausen, † 1934, ⚭ 6. Februar 1872 in Hindelwangen Eduard Sigmund Honorius von Hornstein, * 4. Juli 1843 Schloss Grüningen, Freiherr von Hornstein und Grundherr auf Grüningen, Päpstlicher Geheimer Kammerherr (Camerieri Segreti di Spada e Cappa Partecipanti)

                2. Isabella von Buol-Berenberg * 9. November 1815, Mühlingen, † 1901.
                3. Concordia von Buol-Berenberg * 15. Juni 1820, Mühlingen, † um 1900, ⚭ 5. Oktober 1840 Hugo von Ehrenberg, † 20. Juli 1861, Großherzoglich, badischer Major und Director der Monturcommission[10]

              3. Anna von Buol-Berenberg * Mühlingen, † 1792.

            8. Josepha von Buol-Berenberg * Stockach, Stiftsdame zu Hall
            9. Johann Nepomuk von Buol-Berenberg * 8. April 1746, Stockach, † 15. August 1813, Bozen, Dr. theol., Pfarrherr zu Kaltern, 1798 Propst und Stadtpfarrer zu Bozen
            10. Therese von Buol-Berenberg * Stockach
            11. Joseph Ignaz von Buol-Berenberg * 21. September 1749, Stockach, † 27. August 1817 in Prag, Reichsfreiherr, am 29. Mai 1795 von Kaiser Franz II. wurde ihm das Prädicat "von Mühlingen" nunmehr "von Berenberg und Mühlingen" verliehen, K. K. Kämmerer, Major, Oberstleutnant, Oberst, 1807 Generalmajor, 1809 Kommandant der österreichischen Streitkräfte in der Schlacht von Innsbruck (Schlacht am Bergisel), zusammen mit den Tirolern unter Andreas Hofer, 1813 Feldmarschall-Lieutenant,[11] 1814–1816 Militärkommandant in Linz, 1816–1817 Militär-Stadtkommandant zu Prag, ⚭ Josepha Freiin von Widmann * 1766, † 1816.
              1. Paul von Buol-Berenberg, Cadet bei Würzburg UnterLieutnant / Leutnant im 5. Jäger Bataillon
              2. Johann von Buol-Berenberg, Unterleutnant / Leutnant im 8. Jäger Bataillon
              3. Franz Seraphicus Anton von Buol-Berenberg Edler Herr zu Mühlingen * 2. Januar 1794, Brünn, † 24. Oktober 1865, Wien, Freiherr, Gubernal-, Reichs- und Geheimer Rat, wirklicher Hofrat der Vereinigten Hofkanzlei, k. k. Kämmerer, Landmann in Tirol, Incola von Böhmen, Mähren und Schlesien; Er wurde im St. Marxer Friedhof bestattet, ⚭ 9. Mai 1821 Maria Anna Rosa Freiin von Giovanelli, * 31. August 1801, Bozen, † 8. Februar 1870, Bozen, Freiin, Sternkreuzordensdame
                1. Adalbert von Buol-Berenberg * 12. Mai 1822, Innsbruck, † 1. Juli 1874, Graz, K. K. Kämmerer,[12] Statthaltereirat u. Kreishauptmann zu Olmütz, ⚭ 20. Oktober 1855 in Lemberg, Gräfin Marie Karnicka von Karnice, * 7. Mai 1833, Herrin der Herrschaften Lelechówka, Wereszyce und Majdan im Kreis Lemberg, k. k. Sternkreuzordensdame
                2. Franz Carl Maria Heinrich von Buol-Berenberg * 15. September 1823, Innsbruck, † 24. Juni 1875, Kaltern, Freiherr, Edler Herr auf Mühlingen, Landmann in Tirol, Incola von Böhmen, Mähren und Schlesien, Gutsbesitzer, k. k. Ober-Kämmerer und Generalreferent der Tirolischen Landschaft und Concipist im Ministerium der Justiz, „Er spielte bei den Kämpfen um die Feststellung der Tiroler Landesverfassung in den Jahren 1859 bis 1866 als ständischer Generalreferent, Berichterstatter und Gutachter eine gewichtige Rolle und trat hiebei als überzeugter Föderalist auf. Er sagte, die Zentralregierung müsse sich vor Erlassung von Gesetzen, die auch für die Länder Geltung haben sollten.“ ⚭ 2. Juli 1859 in Kaltern, Freiin Luise Di Pauli von Treuheim, T.d. Joseph Di Pauli von Treuheim u.d. Franzisca Schasser von Thanheimb * 23. September 1835, Kaltern, † 3. April 1903, Kaltern
                  1. Maria Anna von Buol-Berenberg * 21. August 1861, Innsbruck, † 21. Mai 1943, Kaltern, edle Herrin auf Mühlrogen im Hegau, war eine bekannte Dichterin und Schriftstellerin; von ihr stammen die Erzählungen „Die Gamswirtin“, in der eine wackere Wirtin von Steinach als Mutter von 1809er Helden verherrlicht wird, ferner „Das Findelkind“, „Des Mahrwirts Weib“ und „Ein Herrgottskind“, Lebensbild der stigmatisierten Jungfrau Maria von Moerl, ein Buch großen kulturhistorischen Wertes. Sie starb als Letzte der Kalterer Linie der Freiherrn von Buol am 21. Mai 1943
                  2. Maria Annunciata von Buol-Berenberg * 1863, † 1865.

                3. Maria Anna Freiin von Buol zu Berenberg und Mühlingen * 16. Mai 1825, † 26. Juni 1871, Freiin, ⚭ 1846 Ludwig Maximilian Balthasar von Biegeleben, 1846, * 14. Januar 1812, Darmstadt, † 6. August 1872 in Rohitsch-Sauerbrunn, (Slowenien), Freiherr, k. k. wirklicher Geheimer-Rath, Sektionschef im Ministerium des Kaiserlichen Hauses und des Aeußern
                4. Anna Maria von Buol-Berenberg * 20. Januar 1828, Ehrendame des Brünner adeligen Damenstifts[13]

              4. Franziska von Buol-Berenberg * 31. Mai 1799, † 29. März 1866, Freiin, ⚭ 7. September 1829 Johann Nepomuk von Giovanelli, * 10. August 1797, † 5. April 1835, Ritter, k. k. Collegialrat zu Bozen[14]

            12. Conrad Georg von Buol-Berenberg * 15. Januar 1751 in Stockach, † 11. September 1819, Brixen, Dompropst zu Brixen, Als solcher empfing er am 24. Oktober 1807 den Besuch seines Verwandten, des Bischofs Buol, der ihn zum Widerstand gegen die neue Regierung ermunterte. Buol wurde dann zum fürstbischöflichen Ordinariatskanzler des Fürstbischofs Franz Karl Graf zu Lodron und Konsistorial-Präsident in Brixen. Konrad war ein glühender Patriot und Anhänger Österreichs.[15]

          2. Maria Barbara Juliana von Buol-Berenberg * Mühlingen, ⚭ F. C. von Freiental.
          3. Joseph Andreas von Buol-Berenberg * 1700, Mühlingen, Herr zu Mühlingen, ⚭ Maria Sidonia Geist von Wildegg
            1. Maria Barbara von Buol-Berenberg * Mühlingen,
            2. Sidonia Maria von Buol-Berenberg * Mühlingen, ⚭ Georg Andreas von Buol-Berenberg * 1739, Stockach, † 10. Dezember 1789, S.d. Johann von Buol-Berenberg u.d. Franziska von Hormayr von Hortenburg

        7. (Hans) Jakob von Buol * 1650, Kaiserstuhl
        8. Johann Georg von Buol * 10. Dezember 1655, Kaiserstuhl[16]

      2. Anna von Buol * Kaiserstuhl, Nonne im Frauenstift Paradies

    2. Ursula von Buol * Kaiserstuhl
    3. Maria von Buol * Kaiserstuhl
    4. Othmar von Buol * um 1500, Kaiserstuhl, ⚭ Ursula Maria NN

  6. Anna von Buol * um 1500, Kaiserstuhl

## Linie Österreich - von Buol-Wischenau in Wien (1718)

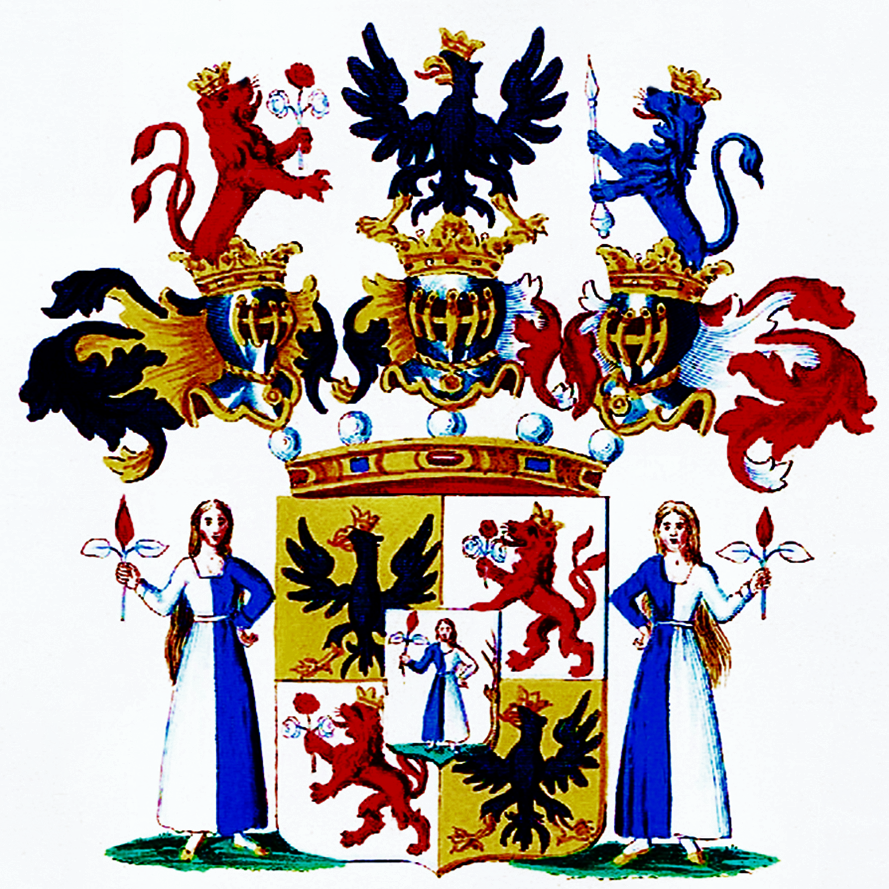
Wappen der Freiherrn Buol von Wischenau 1831

Višňové (deutsch Wischenau) in Morava (deutsch Mähren) im Okres Znojmo (deutsch Znaim), (Tschechien), 75 km NW von Wien, unweit der Grenze zu Niederösterreich.
Wappen Buol-Wischenau (1763): Geviert und belegt mit silbernem Herzschild, darin eine Jungfrau (ähnlich jüngeres Stammwappen), 1 und 4 in Gold ein flugbereiter gekrönter schwarzer Adler (kaiserliches Gnadenzeichen), 2 und 3 in Silber ein gekrönter roter Löwe, einen naturfarbenen Kleestengel (ursprüngliches Schildsymbol) haltend; drei Helme, auf dem Rechten mit rot-silbernen Decken der Löwe, auf dem mittleren mit schwarz-silbernen Decken der Adler, auf dem linken mit blau-silbernen Decken ein gekrönter blauer Löwe, ein Zepter haltend.
Ein Kupferstich um 1780 zeigt das Wappen in Details abweichend: Geviert mit Herzschild, darin in Silber eine langhaarige Jungfrau in blau-silbern gespaltenem, umgürteten Gewand, in der Rechten einen dreiblättrigen Zweig (Kleestengel) emporhaltend, die Linke eingestemmt, 1 und 4 in Gold ein gekrönter schwarzer Adler (kaiserliches Gnadenzeichen), 2 in Silber ein goldengekrönter, doppelschwänziger roter Löwe, einen dreiblättrigen Zweig (Kleestengel) haltend, 3 der gleiche Löwe, aber einen Rosenzweig mit drei (silbern, rot, silbern) Blüten haltend; zwischen Schild und den drei gekrönten Helmen ruht eine Krone, bestehend aus einem goldenen, mit Edelsteinen besetzten Stirnreif, der oben mit (sichtbar) fünf großen silbernen Perlen besetzt ist; auf dem rechten Helm mit schwarz-goldenen Decken der einwärts gekehrte rote Löwe wie in Feld 3, aber wachsend, auf dem mittleren mit rechts schwarz-goldenen, links rot-silbernen Decken der gekrönte schwarze Adler, auf dem linken mit rot-silbernen Decken ein einfach geschwänzter, golden gekrönter blauer Löwe wachsend, in den Pranken Zepter mit sperförmiger Spitze haltend. Schildhalter: zwei Jungfrauen wie im Herzschild, aber die Rechte im silbern-blau gespaltenen Gewand, die Linke hat die Rechte eingestemmt und hält den dreiblättrigen Zweig (den Kleestengel) in der Linken.
Eine andere Blasonierung des Buol-Wischenauischen Wappens lautet: Geviert mit gekröntem blauen Herzschild, darin auf grünem Boden eine Jungfrau in langer grüner Kleidung, mit einer roten Binde umgürtet, einen Blumenkranz auf dem Haupte, einen Strauß in der Rechten, die Linke in die Seite gestemmt (jüngeres Stammwappen), 1 und 4 in Gold ein gekrönter schwarzer Adler (kaiserliches Gnadenzeichen), 2 und 3 in Silber ein rechtsgekehrter gekrönter roter Löwe, in der rechten Pranke ein dreiblättriges grünes Kleeblatt (ursprüngliches Schildsymbol) haltend; drei Helme: auf dem rechten mit schwarz-goldenen Decken der gekrönte schwarze Adler, auf dem mittleren mit rechts schwarz-goldenen, links rot-silbernen Decken die Jungfrau des Herzschildes, auf dem linken mit rot-silbernen Decken der rote Löwe aus dem zweiten und dritten Feld.
Nachfahren des Johann Georg von Buol (1656–1727) diente am Kaiserlichen Hof in Wien, ihm wurde das Prädicat "von Wischenau" verliehen:
1. Johann Georg von Buol * 18. November 1656 in Kaiserstuhl[20], † 3. September 1727 in Schottenkloster Wien, K.u.K. Hofrat (Referendarius) zu Wien, kaiserlicher Sekretär, Geheimrat, am 18. November 1718 durch Kaiser Karl VI. (HRR) Baron, Freiherr von Buol-Wischenau „Bestätigung des alten Ritterstandes mit dem Prädicat ‚von Wischenau‘ für Reich und Erblande für Johann Georg von Buol, k.u.k. wirklicher Hofrat und Geheimer-Staatssecretair, auch Referendar der ober- und vorderösterreichischen Lande, tirolischen rittermässigen Landmann, dass das vorgenannte Diplom als ein Freiherren- und Panierherrenstandsdiplom mit gleichzeitiger Verleihung des Prädicats ‚Wohlgeboren‘ geachtet werden“, ⚭ Anna Regina, Freiin von Dyr
  1. Johann Paul von Buol-Wischenau * 1716, † 7. November 1785, Freiherr zu Wischenau, Niederösterreichischer Regierungsrat, 1763 Baron, k.u.k. Hofrat, Ritter des königlich, ungarischen St. Stefan-Ordens, ⚭ Carolina Gräfin von Selb, † 15. Dezember 1786
    1. Maria Anna von Buol-Wischenau ⚭ Berdonides von Tieran
    2. Maria Josepha Regina von Buol-Wischenau
    3. Johann Joseph Baptista von Buol-Wischenau * 14. Juni 1756, Vídeň, † 19. Mai 1825, Olmütz, Freiherr, Capitular und Domherr zu Olmütz, Erzbischöflich, Geistlicher Rat, Bibliothekar und Archivar, Infulierter Propst zu St. Moritz, Stadtpfarrer und Landesdekan zu Olmütz[21]
    4. Johann Anton von Buol-Wischenau * 1755, † 1819, Freiherr, Domherr und Domsextar zu Chur
    5. Georg von Buol-Wischenau * 1759, † 1814, k.u.k. Kreiskommissär in St. Pölten, ⚭ vor 1800 Antonia Scholz.
      1. Theresia von Buol-Wischenau * 1800, † 1861, ⚭ Johann von Bossanyi

    6. Paul von Buol-Wischenau * 1762
    7. Franz von Buol-Wischenau * 1763, † 1802, Freiherr, k.u.k. Kadett, k.u.k. Fähnrich bei Khevenhüller-Infanterie ⚭ Maria Antonia von Rehn
      1. Paul von Buol-Wischenau * 1792, † 1865, Freiherr, k.u.k. Hauptmann, ⚭ 1817 Magdalena von Theyss, * 1792.
        1. Gustav von Buol-Wischenau * 20. November 1820, Slavičín (Slavitschin) (Böhmen), † 26. November 1878, Innsbruck, Freiherr, k.u.k. österreichischer Finanzrat, k.u.k. Finanzwach-Commissair zu Kufstein (Tirol), 1⚭ 22. Juli 1857, Aloysia Heiss von Nognelli, * 10. Februar 1840, † 3. März 1860, 2⚭ 8. April 1861, Maria Barbara von Kraft, * 5. September 1838, Rattenberg (Tirol)
          1. Rosina Karolina Ludmila von Buol-Wischenau * 20. Juni 1858, Kufstein, (Tirol)
          2. Constantin von Buol-Wischenau * 1860, † 1870/79, Kufstein
          3. Maria Margaretha Anna von Buol-Wischenau * 11. April 1862, Kufstein
          4. Erich Aloys Gustav Maria von Buol-Wischenau * 12. April 1863, Kufstein, † 1906, Freiherr, k. k. Bezirks-Kommissar, 1⚭ Johanna Hainisch, 2⚭ Ludmilla von Suez
            1. Paula von Buol-Wischenau * 1890
            2. Erich von Buol-Wischenau * 1893
            3. Raimund von Buol-Wischenau * 8. September 1898, Riedenburg[22], † 2. Dezember 1980, Weiz[23]; heiratete die spätere Schriftstellerin Hildegard von Buol (* 23. Juni 1911, Röhrenbach, † 4. Januar 1998, Weiz).

          5. Aloysia Margaretha Barbara von Buol-Wischenau * 4. April 1864, Kufstein
          6. Paula Maria Karolina von Buol-Wischenau * 5. Oktober 1865, Kufstein
          7. Ida Margaretha Franzisca von Buol-Wischenau * 23. September 1866.
          8. Karl Adolf Franz Josef von Buol-Wischenau * 2. Oktober 1870, Nauders, (Tirol), † 1931

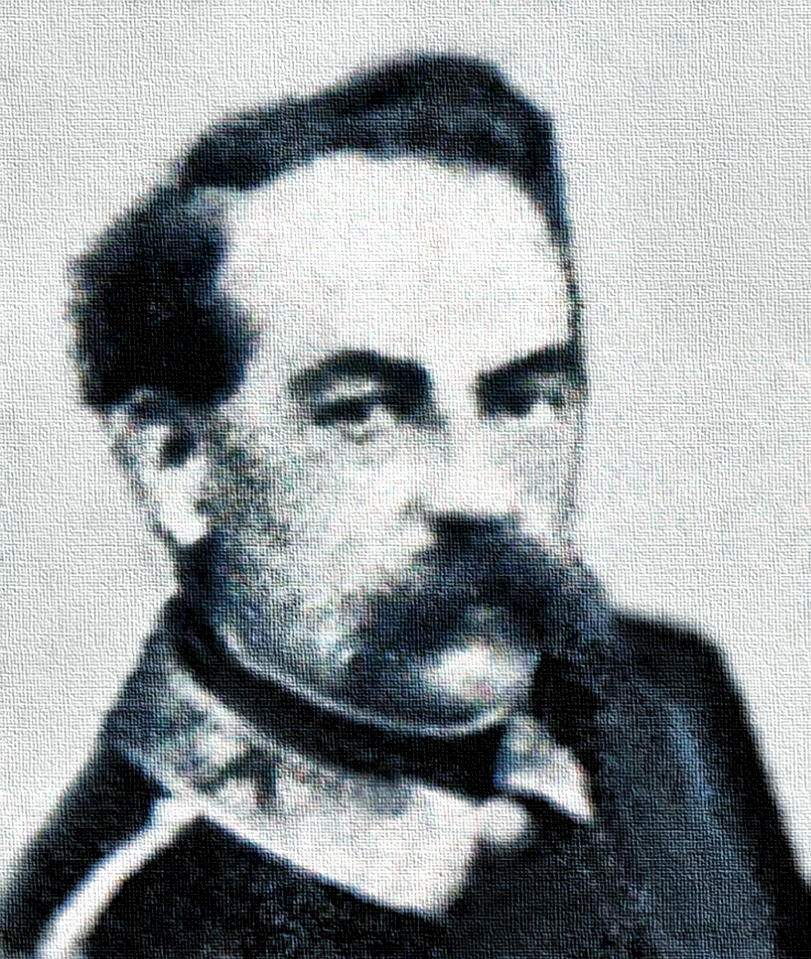
Konstantin Buol von Wischenau 1865

        2. Konstantin Buol von Wischenau 1865 Konstantin von Buol-Wischenau * 19. November 1822, † 4. Oktober 1893, k.u.k. Hauptmann im 2. Feld-Artillerie-Regiment, k.u.k. General-Major, 1⚭ 1. Mai 1850 Karoline von Weber, † 1. August 1851, 2⚭ 14. Oktober 1860 Malvine Freiin Lenk von Wolfsberg, * 14. Oktober 1839, Mainz; † 23. September 1866 Troppau im Kindsbett
          1. Pauline Caroline von Buol-Wischenau * 1851
          2. Wilhelm von Buol-Wischenau * 29. Juli 1862, Wien, k.ü.k. Oberleutnant, ⚭ 1892 Katharina von Rosenschildt
          3. Arthur von Buol-Wischenau * 5. Juli 1864, Wien-Josefstadt, k. k. Major der Artillerie in Komorn
          4. Ida Margaretha Franziska * 23. September 1866

      2. Karl von Buol-Wischenau, * 1794, † 1837, Hauptmann, ⚭ 1818, Babetta Spitzer, † 1872.
        1. Caroline Barbara Theresia Maria Anna von Buol-Wischenau * 1825, † 1897, ⚭ 26. April 1846, Freiherr Emanuel, Freiherr von Bretfeld zu Kronenburg, † 16. August 1875, Herr auf und zu Grabosyce (Salizien)[24]
        2. Wilhelmine von Buol-Wischenau * 1829, ⚭ 1851, Dr. jur. Philipp Bernatzik, Gerichts-Advocat zu Korneuburg bei Wien
        3. Bertha von Buol-Wischenau * 1834, ⚭ 1855, Karl P. von Hartmann, k.u.k. Hauptmann bei der Infanterie, k.u.k. Major und Landwehr-Bataillonscommandanten zu Krems, (Niederösterreich)
          1. Aloys Karl Benno von Buol-Wischenau * 24. März 1837, † 5. Dezember 1907, Wiener Zentralfriedhof, k. k. Auditor beim Militair-Auditoriat, k. k. Rittmeister bei Graf Moritz Pálffy von Erdöd Husaren Nr. 15, 1⚭ Clotilde Fenzl * 1845, † 14. Dezember 1919. 2⚭ 1868, Johanna Nagy de Kaal
            1. Richard von Buol-Wischenau * 1. September 1873, † 1939.

    8. Alois von Buol-Wischenau * 1767
    9. Johann Conrad von Buol-Wischenau * 1768, Freiherr, Major in K.u.K. Diensten
    10. Maria Josepha Regina von Buol-Wischenau * 1770

  2. Katharina von Buol-Wischenau ⚭ Barthelme von Tinti, T.d. Freiherrn von Tinti
  3. Anton Franz von Buol-Wischenau, * um 1720, † 30. Mai 1767, Wien, Freiherr, Vice-Statthalter zu Wien, k.u.k. Hofrat, 1⚭ Eleon von Gleissheim, 2⚭ Maria Anna von Kirchner, † Juli 1780
    1. Maria Regina von Buol-Wischenau
    2. Maria Anna Antonia von Buol-Wischenau * 1744, Wien, † 1773, ⚭ Joseph Philipp Christoph von Bartenstein, Freiherr, Reichshofrat
      1. Anton von Bartenstein, Freiherr
      2. Emanuel von Bartenstein, Freiherr
      3. Johann von Bartenstein, Freiherr

    3. Notburga von Buol-Wischenau ⚭ Graf von Meda